# Moïse Tshombé
Moïse Tshombé, également retranscrit Tshombe ou Tchombe, né le 10 novembre 1919 et mort le 29 juin 1969, est un homme d'État congolais. Il a été président de l'État sécessionniste du Katanga de 1960 à 1963, puis Premier ministre de la république démocratique du Congo de 1964 à 1965.
Né d'une famille aristocratique de l'ethnie Lunda, Tshombé commence une carrière en affaires avant de se lancer dans la vie politique. Il fonde la Confédération des associations tribales du Katanga (CONAKAT) en 1958, un parti politique pro-occidental et anticommuniste militant pour l'autonomie pour la province du Katanga. Peu après l'accession à l'indépendance de la république du Congo-Léopoldville le 30 juin 1960, Tshombé entre en conflit avec Patrice Lumumba, le premier ministre du gouvernement central. Tshombé accuse ce dernier de sympathies communistes et déclare l'indépendance du Katanga comme État sécessionniste avec lui-même comme président, devenant ainsi un acteur majeur de la crise congolaise. Après l'exécution de Lumumba par les partisans de Tshombé en 1961, la rébellion du Katanga est réprimée en 1963 et il s'enfuit en exil.
En 1964, il retourne au pays et devient premier ministre comme partie d'un nouveau gouvernement de coalition contre la rébellion Simba par des partisans de Lumumba. En 1965, il est renvoyé de son poste avant de s'enfuir à nouveau en exil. Il meurt quatre ans plus tard.

## Biographie

### Jeunesse
Fils d'un homme d'affaires, Joseph Kapend Tshombe, premier millionnaire africain de l'époque coloniale belge,  aîné de 11 enfants et descendant direct de Mwata Yamvo ou Mwant Yav Mushid Ier, empereur des Lundas (ou Aruund), Moïse Tshombé est né à Musumba au Congo belge. Il fait ses études dans une école des missionnaires américains méthodistes à Mulungwishi dans la province actuelle du Haut-Katanga puis à Kanene dans la province actuelle du Haut-Lomami. L'administration coloniale lui refusa l'autorisation d'aller poursuivre des études supérieures à l'étranger comme l'avait prévu son père. C'est ainsi qu'il fut contraint de poursuivre des études supérieures de comptabilité par correspondance (Canada). 
Dans les années 1950, il développa une chaîne de magasins au Katanga, et s'impliqua en politique, fondant le parti CONAKAT, prônant un Katanga indépendant.

### Élections de 1960

#### L'indépendance du Katanga
Aux élections législatives de 1960, la CONAKAT obtint ses meilleurs résultats dans son fief de la province du Katanga. La république démocratique du Congo devint indépendante, et Tshombe et la CONAKAT déclarèrent la sécession de la province du reste du Congo le 11 juillet 1960. De graves troubles ethniques éclatèrent alors, les Katangais se mirent à chasser les immigrés kasaïens, de l'ethnie luba, que l’administration coloniale avait fait venir pour travailler dans les mines. Il y eut de nombreux morts.
Chrétien, anti-communiste, pro-occidental, Tshombe fut élu président du Katanga en août 1960, annonçant : « Nous faisons sécession du chaos » (en référence aux troubles apparus dans le pays dès la proclamation de l'indépendance). Certains analystes pensent que Tshombe a fait sécession parce qu'il n'était pas dans le gouvernement de Lumumba.
Souhaitant la continuation des liens privilégiés avec la Belgique et notamment avec l'Union minière du Haut Katanga, Tshombe demanda au gouvernement belge une aide pour constituer et former une armée katangaise, et reçut un soutien important de l'ancienne métropole coloniale, conduisant à une détérioration notable des relations entre le nouvel État indépendant du Congo et le gouvernement belge.
La France voulant profiter elle aussi de minerais katangais, envoie à Moïse Tshombe le renfort du mercenaire Bob Denard et de ses hommes. Il bénéficie en effet du soutien des réseaux de Jacques Foccart, le « monsieur Afrique » de l’Élysée.
Le Premier ministre Patrice Lumumba et son successeur Cyrille Adoula demandèrent de leur côté l'intervention des forces des Nations unies pour préserver l'unité du Congo ; les Nations unies répondirent favorablement à cette demande.

#### Rôle dans l'assassinat de Patrice Lumumba
Le Premier ministre du Congo, Patrice Lumumba, est arrêté en septembre 1960 à la suite de ses tensions grandissantes avec le Président Joseph Kasa-Vubu et le chef de l'armée Joseph Mobutu. Il s'évade peu après et tente de gagner Stanleyville pour y organiser un contre-gouvernement. Arrêté à Port-Francqui le 1er décembre 1960, il est placé en détention à Thysville.
Les 12 et 13 janvier 1961, une mutinerie militaire éclate dans la ville, pour des raisons financières. C'est « la panique à Léopoldville. « On » craint que la libération de Lumumba et son retour soient imminents […]. Le collège des commissaires demande à Kasa-Vubu de transférer Lumumba « dans un endroit plus sûr ». […] Au nom du collège des commissaires [congolais], Kandolo insiste auprès du président Tshombe pour que Lumumba soit transféré au Katanga ». L'ambassadeur belge au Congo, Dupret, en informe son gouvernement et conseille « il vous apparaîtra sans doute indiqué appuyer opération envisagée et insister auprès autorités katangaises ».
À cette date, le gouvernement congolais et le gouvernement katangais sont encore en négociation et se sentent tous les deux menacés par Lumumba et ses partisans. Le gouvernement katangais est ainsi à cette date en proie à des attaques de troupes lumumbistes dans le Nord-Katanga. Une action commune contre Lumumba est donc dans leur intérêt commun.
Le gouvernement congolais livre finalement son prisonnier au gouvernement katangais de Moïse Tshombe le 17 janvier 1961. Il meurt le même soir, entre 21 h 40 et 21 h 43 d'après le rapport d'enquête belge.
Tshombe refuse d'assumer le décès de Lumumba affirmant, d'une part qu'il ne savait rien du transfert de Lumumba vers le Katanga, et d'autre part que son prisonnier est mort lors d'une tentative d'évasion.
Concernant la première affirmation, la commission d'enquête belge de 2001 est formelle « il y a trois déclarations du 18 janvier qui contredisent la version de Tshombe ». Pour la commission, Tshombe a bien donné son accord au transfert de Lumumba sur son territoire. Elle cite en particulier une déclaration officielle katangaise confirmant l'accord du gouvernement sécessionniste.
Concernant la seconde affirmation de Moïse Tshombe sur son absence d'implication dans la mort de Lumumba, la commission d'enquête indique d'abord : « il apparaît que la reconstitution détaillée et illustrée des faits de ce 17 janvier est aléatoire ». Mais elle considère que plusieurs faits sont assez précis. À 16 h 50 l'avion de Lumumba atterrit. De 17 h 20 à 20 h 30 Lumumba et ses deux compagnons sont enfermés à la « maison Brouwez », « où il est certain que les prisonniers ont subi des mauvais traitements de la part de leurs gardiens, mais aussi de la part de ministres katangais ». Il est possible « que le président katangais [ait] participé aux sévices, même si aucune source ne le prouve. […] Il semble hors de question qu'il n'ait pas vu les prisonniers dans la maison Brouwez, au moins lors du départ des prisonniers vers le lieu d'exécution ». La décision de Tshombe de l'exécution de Lumumba est donc certaine pour la commission, mais quatre représentants belges qui soutiennent la sécession katangaise y participent aussi : « le commissaire de police Frans Verscheure, le capitaine Julien Gat, le lieutenant Michels et le brigadier Son ». « Vers 21 h 15-21 h 30, Lumumba [et] ses compagnons arrivent sur le lieu de leur exécution. Ils vont être tués par balle, en présence du président Tshombe et de plusieurs de ses ministres. […] Lumumba […] meurt en dernier,. »

#### La fin de l'indépendance
Peu après la mort de Lumumba, les relations sont rompues entre les gouvernements congolais et katangais et la guerre reprend.
Les Nations unies mirent deux ans à reprendre le contrôle du Katanga pour le compte du gouvernement congolais.
En 1963, la prise du Katanga par les forces des Nations unies contraint Moïse Tshombe à l'exil vers la Rhodésie du Nord (actuelle Zambie), et plus tard vers l'Espagne.

#### Le geste de trop
En janvier 1964, il prend contact avec la revue belge Pourquoi pas ? et remet à Pierre Davister à Madrid le récit signé et paraphé à chaque page pour confirmation sur l'assassinat de Lumumba (première partie). La revue (no 2357) paraît le 31 janvier mais est immédiatement retirée par l'autorité belge des kiosques et des librairies pour cause d'affront à un président d'un pays ami. Cette revue datée du vendredi 31 janvier 64, non expurgée, est devenue rarissime. En couverture, le portrait de Lumumba lié signé par J. Remy. Un second article intitulé « Que sont devenus les corps ? » était prévu pour la semaine suivante.
Il est reçu à Paris par le président de Gaulle en novembre 1964. Le soutien de Paris s’accompagne en France d'une campagne de presse orchestrée par Jean Mauricheau-Beaupré à la demande de Foccart visant à présenter Tshombé comme le seul homme capable de restaurer la stabilité au Congo.

### Élections de 1965

#### Premier ministre du Congo réunifié
En 1964, il retourna au Congo pour prendre part à un nouveau gouvernement de coalition en tant que Premier ministre. Il prit la décision d'expulser de Kinshasa les Congolais de Brazzaville (les 2 capitales sont situées de part et d'autre du fleuve). Il négocia avec la Belgique la question de la répartition entre les deux pays de la charge des dettes publiques et le sort des participations dans les compagnies minières et autres sociétés coloniales. Il fut démis un an plus tard par le président Joseph Kasa-Vubu. En 1966 Joseph Mobutu, qui avait évincé Kasa-Vubu un an plus tôt, accusa Tshombe de trahison ; celui-ci prit de nouveau la fuite pour l'Espagne.

### Arrestation et mort
En mars 1967, un tribunal congolais le condamne à mort par contumace lors du procès Tshipola pour : avoir proclamé la sécession du Katanga ; avoir aliéné l’indépendance économique du pays lorsqu'il était Premier ministre en signant les accords réglant le contentieux belgo-congolais ; avoir constitué une armée de mercenaires ; avoir maintenu la subversion dans les unités katangaises de l’Armée nationale congolaise en vue de renverser le nouveau régime.
Le 30 juin 1967, le jet BAe 125 dans lequel il voyageait est détourné vers l'Algérie par une de ses relations d'affaires qui voyageait avec lui, Francis Bodenan, qui travaillait pour le régime de Mobutu et la CIA américaine. « Pour autant que l'on puisse faire la lumière sur ce genre d'affaires, l'opération, de toute évidence, est l'œuvre de Mobutu et ses services. Bernardin Mungul Diaka, ambassadeur à Bruxelles, a sans doute reçu pour mission de l'organiser : quoique toujours à demi-mot, il l'admettra plus tard. » Francis Bodenan, dans une interview dans Jeune Afrique déclare d'ailleurs qu'il a agi sur ordre direct de ce dernier.
Considéré comme le meurtrier de Lumumba, Tshombé est placé en résidence surveillée par le pouvoir algérien de Houari Boumédiène. Le régime de Mobutu demande son extradition, qui aurait selon toute vraisemblance conduit à son exécution, refusée par Boumédiène qui déclare préférer un procès international.
En juin 1969, toujours privé de liberté, il meurt en Algérie, officiellement d'une crise cardiaque.

## Moïse Tshombé dans la fiction
Il est incarné par Pascal Nzonzi dans le film Lumumba (2000) de Raoul Peck, puis à nouveau par le même acteur dans Mister Bob (2011), un téléfilm de Thomas Vincent. En 2016, il est joué par Danny Sapani dans Jadotville (The Siege of Jadotville) de Richie Smyth.